# Mamschit
Koordinaten: 31° 2′ N, 35° 4′ O

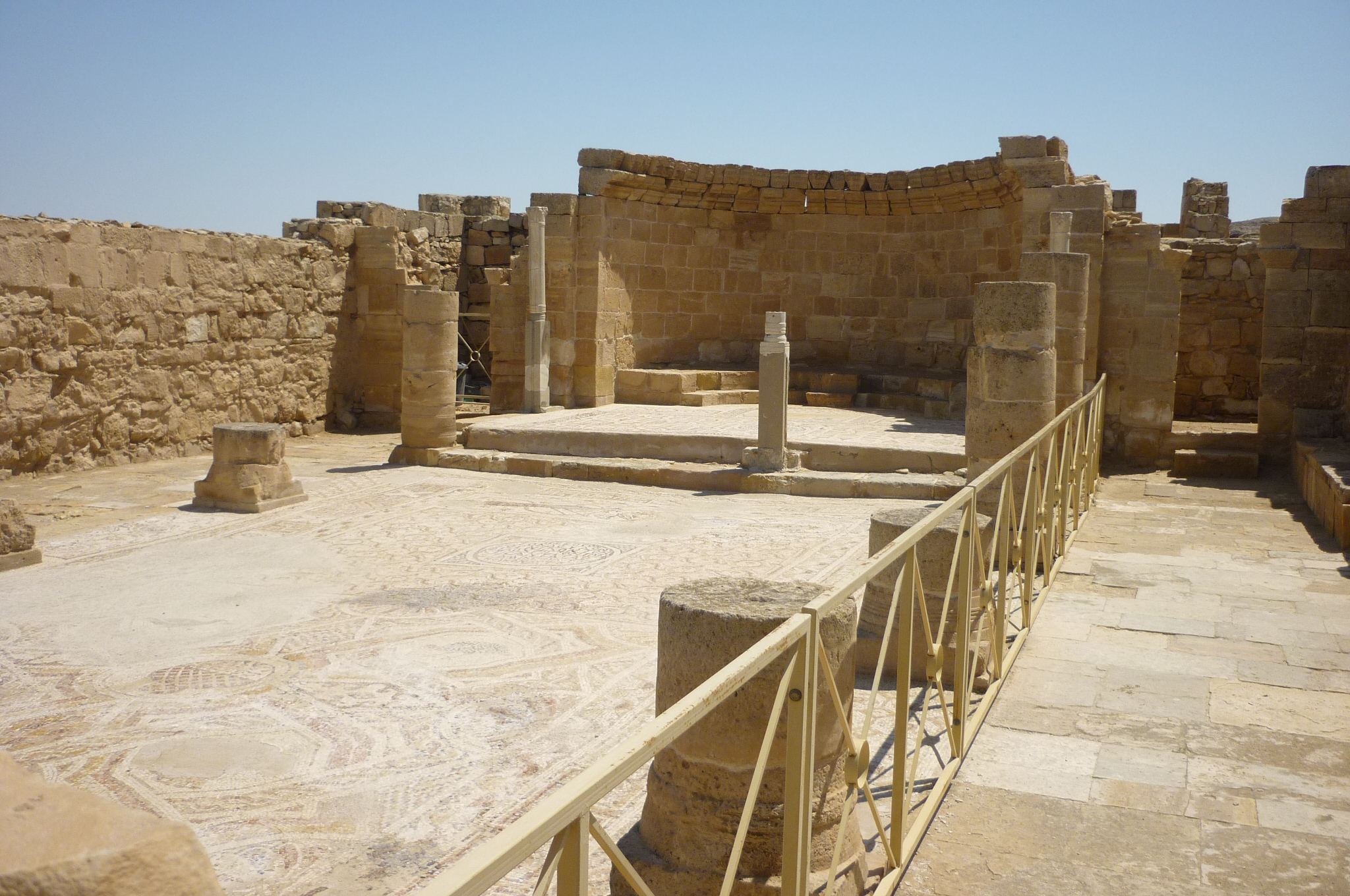
Mamschit, Westkirche (Nilus-Kirche)

Mamschit (hebräisch מַמְשִׁית Mamschīt, auch Mamshit), auch Mampsis oder Memphis (altgriechisch Μέμφις), arabisch كرنب Kurnub, ist ein israelischer Nationalpark im Norden des Negev. Mamschit ist Teil des UNESCO-Welterbes Weihrauchstraße und Wüstenstädte im Negev. Im 142 ha umfassenden Nationalpark befinden sich Ruinen der Stadt Mamschit (4 ha) aus nabatäischer, römischer und byzantinischer Zeit sowie außerhalb der Stadt das Wadi Mamschit und darin Staudämme aus antiker Zeit.

## Lage an der Weihrauchstraße

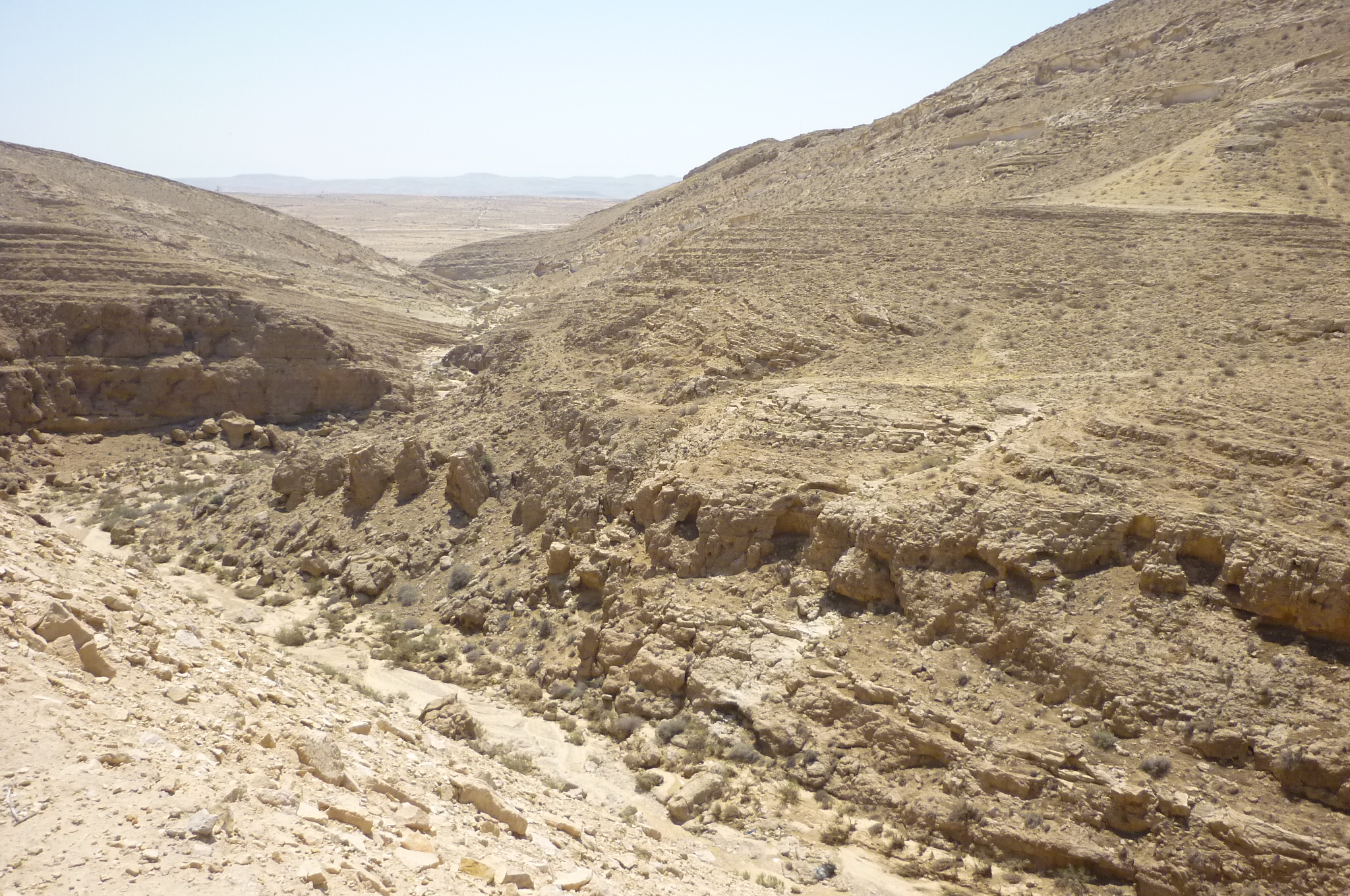
Wadi Mamschit (flussabwärts, nach Osten)
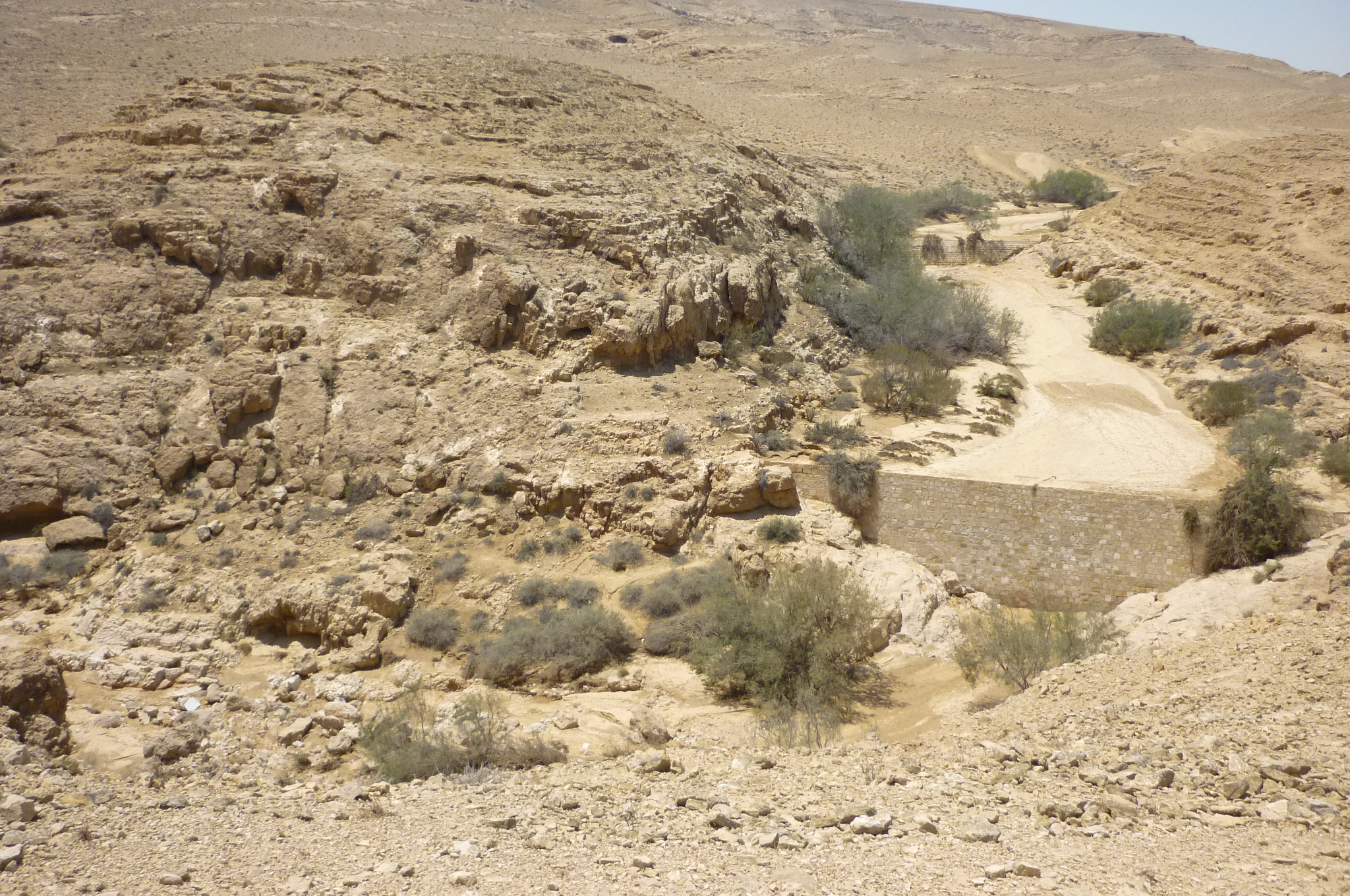
Wadi Mamschit (flussaufwärts, nach Westen) mit Staudamm

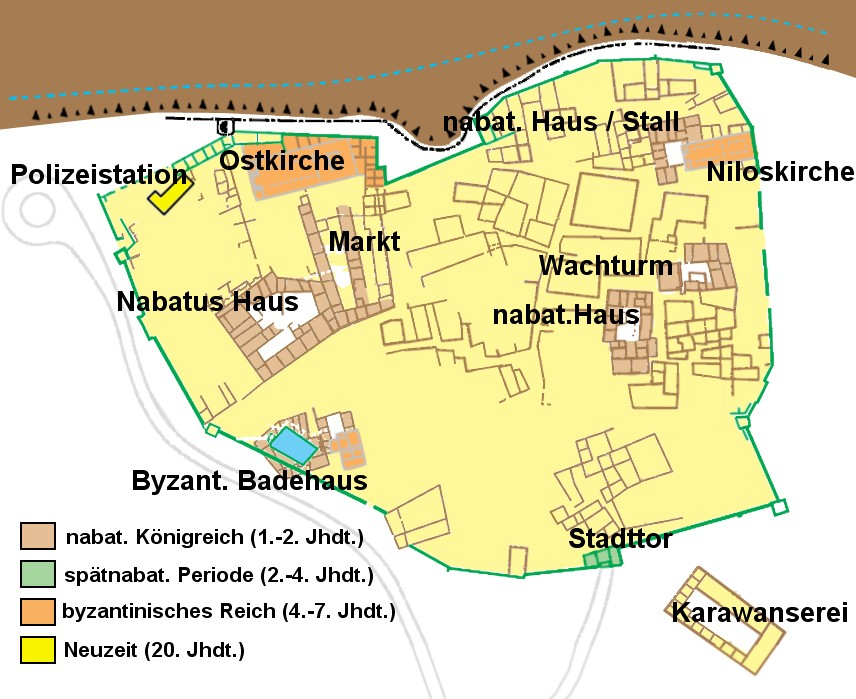
Plan von Mamschit (nabat. Haus = 'Wealthy house')

Der Mamschit-Nationalpark liegt etwa 7 km östlich von Dimona und 42 km südöstlich von Beʾer Scheva unmittelbar am Wadi Mamschit. Hier kreuzten sich antike Handelsstraßen, die Petra (Hauptstadt der Nabatäer), Eilat am Roten Meer, Gaza am Mittelmeer, das Tote Meer und Hebron im Hochland von Hebron, südlicher Teil des Judäischen Berglands, verbanden.
Mamschit liegt an einem der wichtigen Zweige der Weihrauchstraße im Negev. Die Weihrauchstraße von etwa 2400 km Länge ist eine alte Handelsstraße von Oman und Jemen durch Saudi-Arabien und dann die Wüste Negev bis zum Hafen von Gaza für den Transport von Gütern per Schiff in das antike Griechenland und das römische Reich. Auf der Route wurden vom 3. Jahrhundert v. Chr. bis ins 4. Jahrhundert n. Chr. insbesondere Gewürze, wie Weihrauch und Myrrhe, durch Karawanen transportiert. Verbunden mit dem Handel war auch der soziale und kulturelle Austausch zwischen dem Orient und Okzident (Abendland).

## Geschichte
Die meisten heute als Ruinen sichtbaren Gebäude wurden in der nabatäischen Zeit (1. und 2. Jahrhundert)  errichtet. Die Stadtmauer mit dem Stadttor stammt aus der späten römischen Periode (3. und 4. Jahrhundert), die beiden Kirchen und das Badehaus aus der byzantinischen Periode (bis 7. Jahrhundert). Im Südosten des historischen Ortes wurde während der britischen Mandatszeit im 20. Jahrhundert (1936) eine Polizeistation errichtet.

### Nabatäerstadt

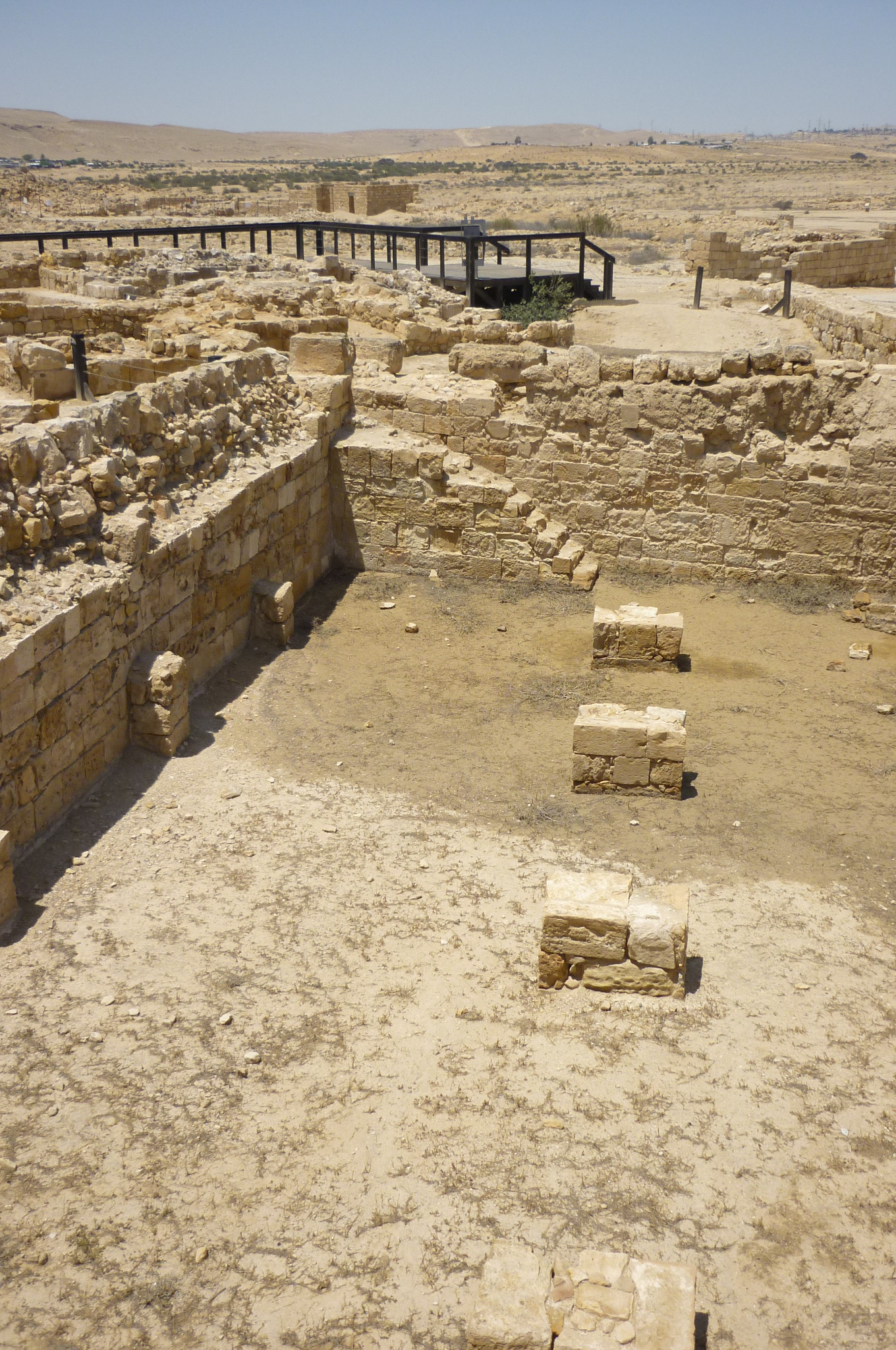
Öffentliches Wasserreservoir

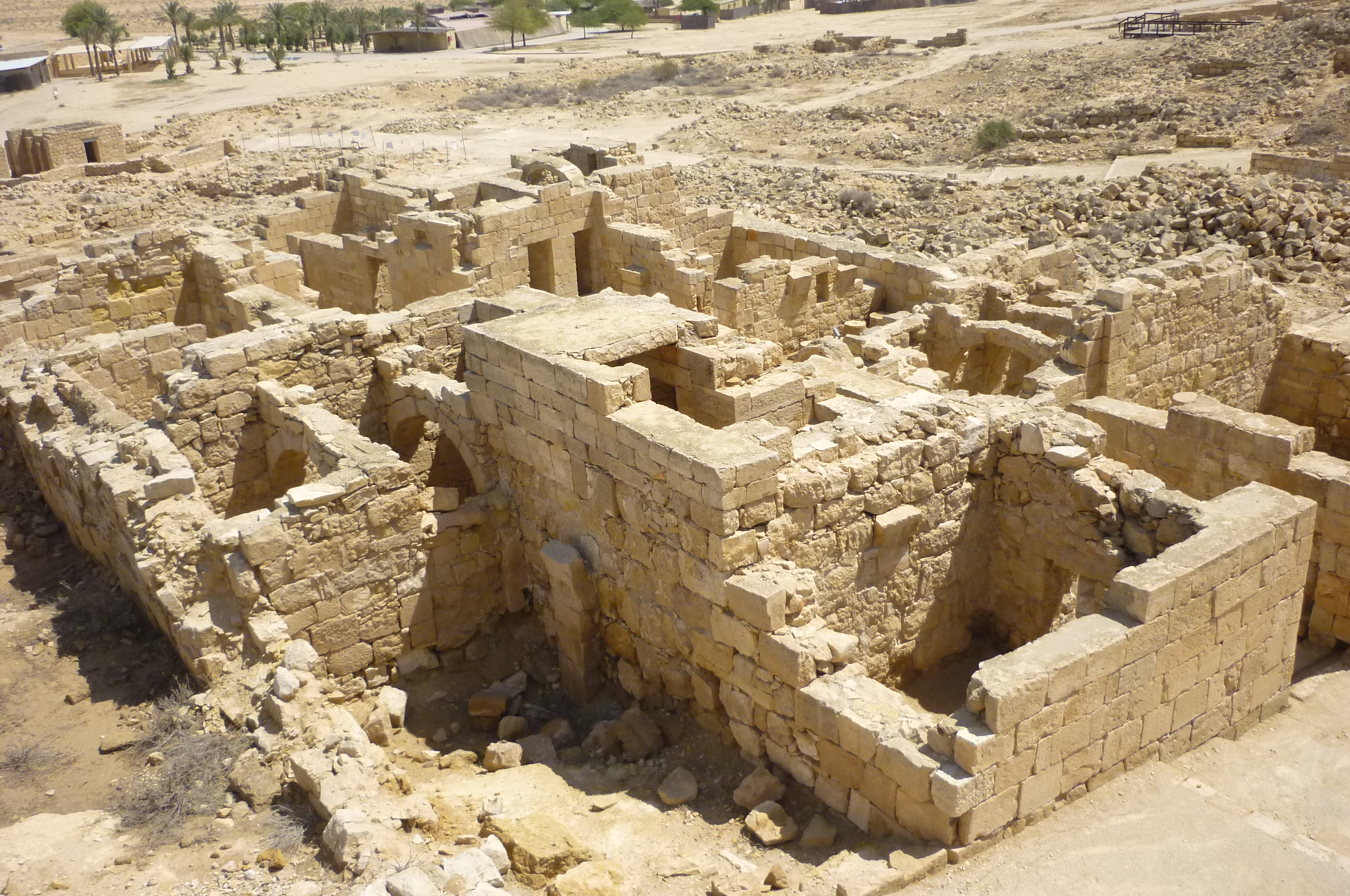
Wealthy house vom Wachturm aus gesehen

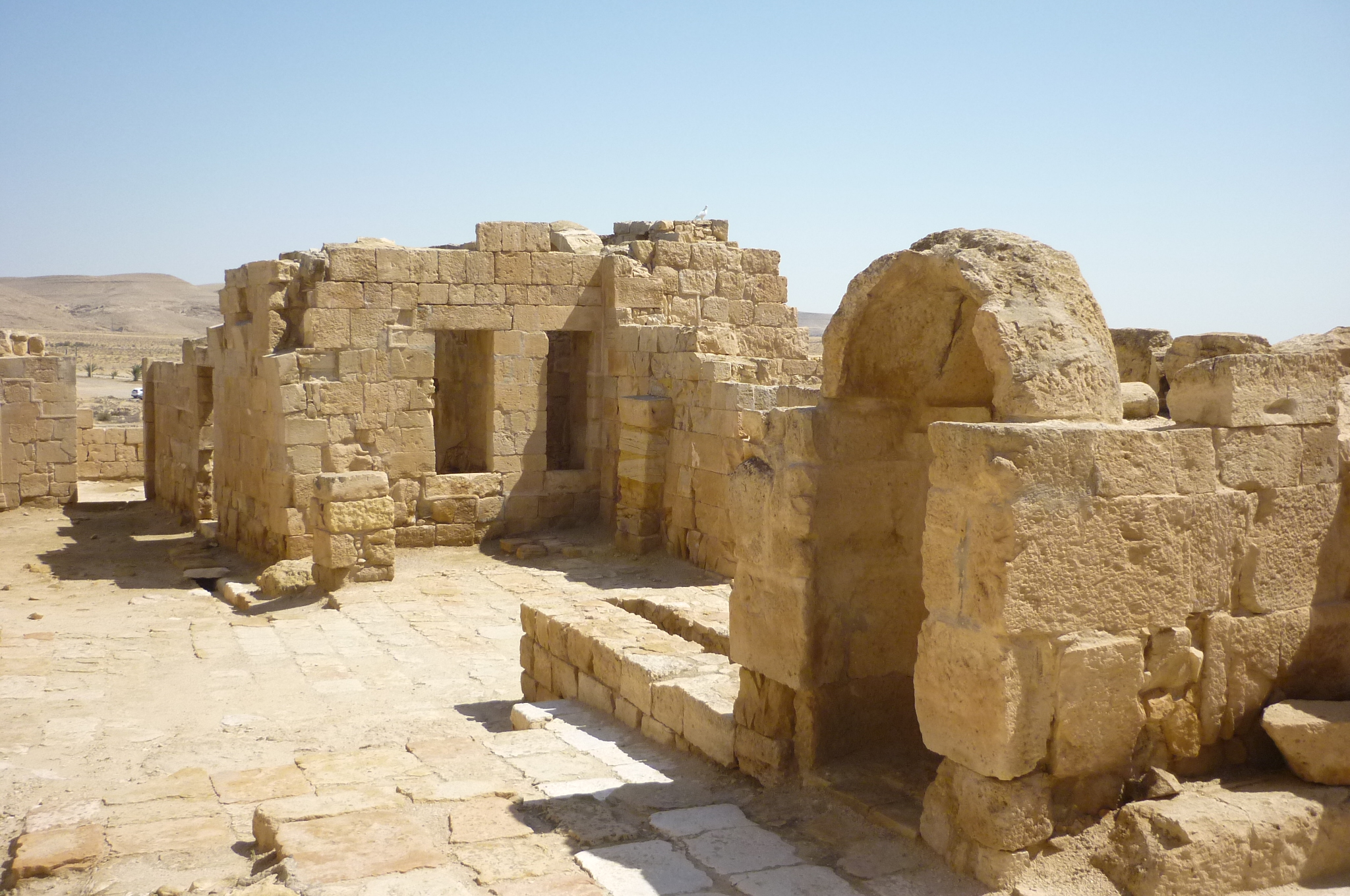
Innenhof des Wealthy house mit Nische für Wasserkrug

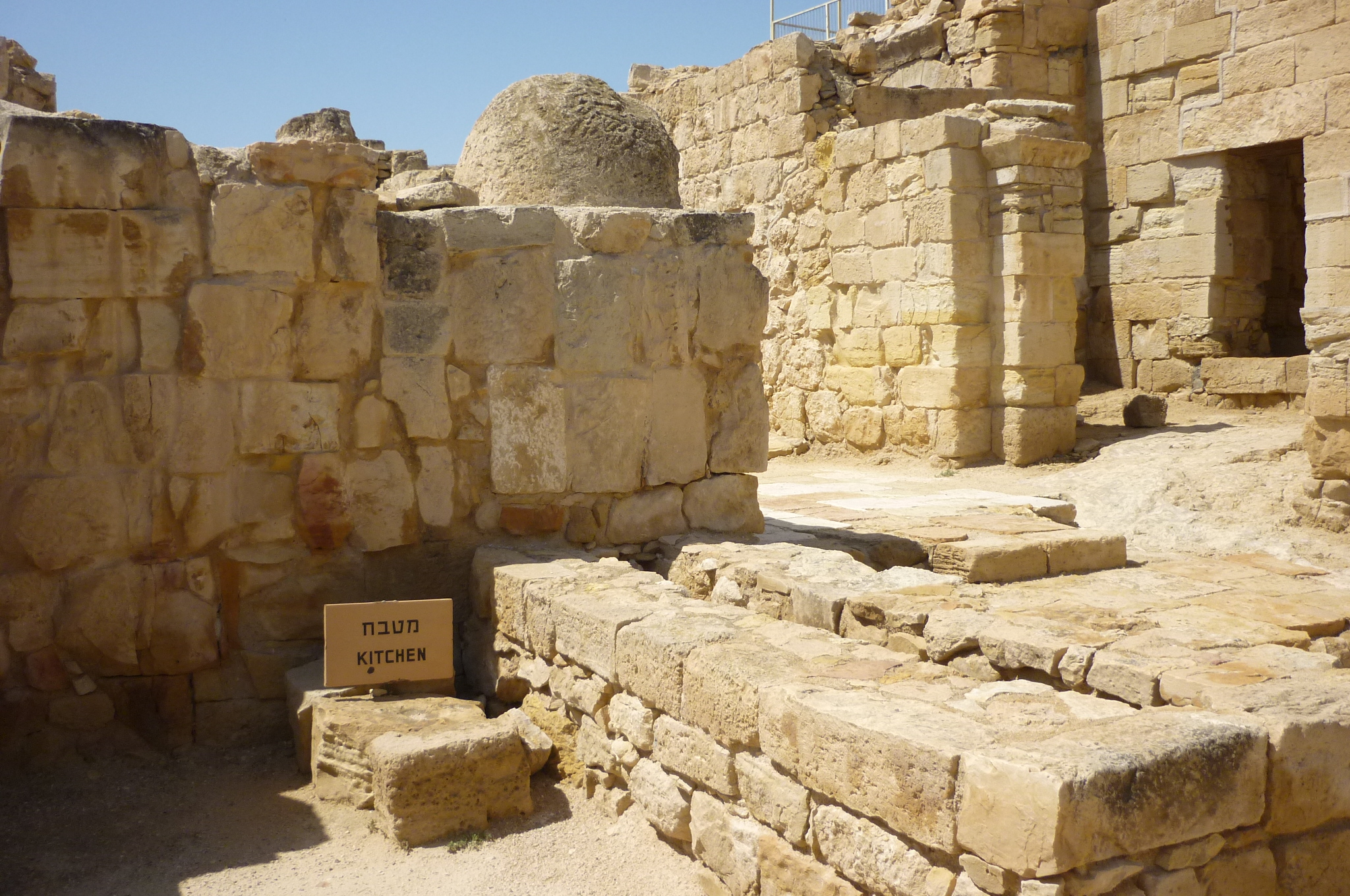
Küche im Wealthy house

Mamschit wurde Mitte des 1. Jahrhunderts n. Chr. (um das Jahr 70) von den Nabatäern gegründet. Als Handelsstadt mit Karawanserei (im Nordwesten unmittelbar vor Stadtmauer), Stallungen, Wohn- und Verwaltungsgebäuden erlebte sie in der nabatäischen Periode (1. und 2. Jahrhundert) eine Blütezeit. Man schätzt zu dieser Zeit etwa 1000 Einwohner. Als Karawanenhändler kontrollierten die Nabatäer auch die Weihrauchstraße. Dabei war das außergewöhnliche Bewässerungssystem der Nabatäer, die sogenannte Sturzwasserlandwirtschaft, für die Versorgung der Karawanen an den Rast- und Handelsplätzen im extrem ariden Klima der Wüste Negev von entscheidender Bedeutung. Die Regensammelfläche überstieg die landwirtschaftliche Nutzfläche um ein mehr als Zehnfaches. Mamschit ist mit den von den Nabatäern angelegten Staudämmen im Wadi Mamschit, Regenwasserkanälen und Zisternen dafür repräsentativ. Das öffentliche Wasserreservoir im Nordosten an der Stadtmauer war ursprünglich überdacht und hatte eine Größe von 10 mal 18 m und eine Tiefe von 3 m. Es nahm auch Regenwasser von außerhalb der Stadtmauer auf.

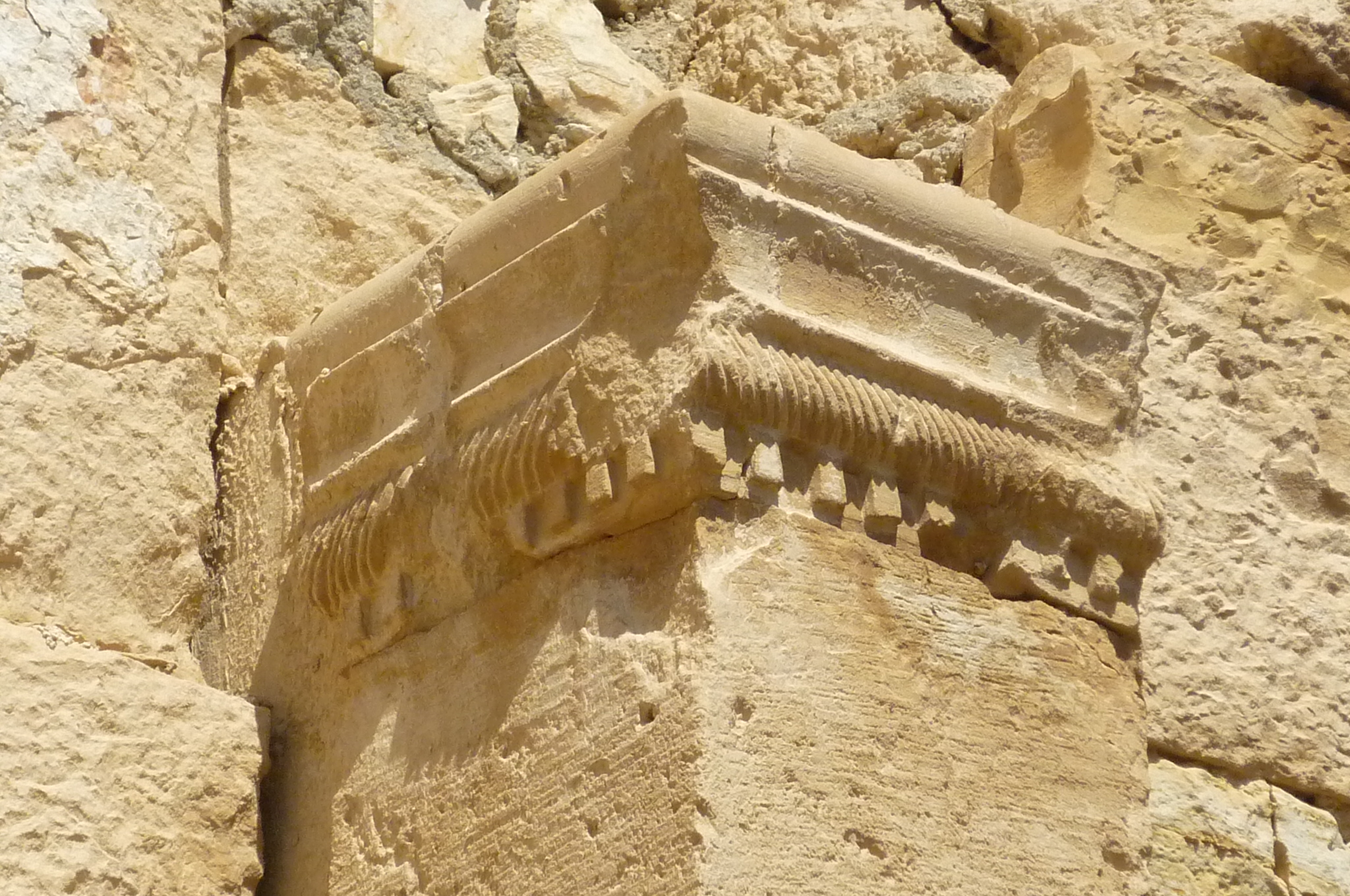
Nabatäisches Säulenkapitell im Wealthy house
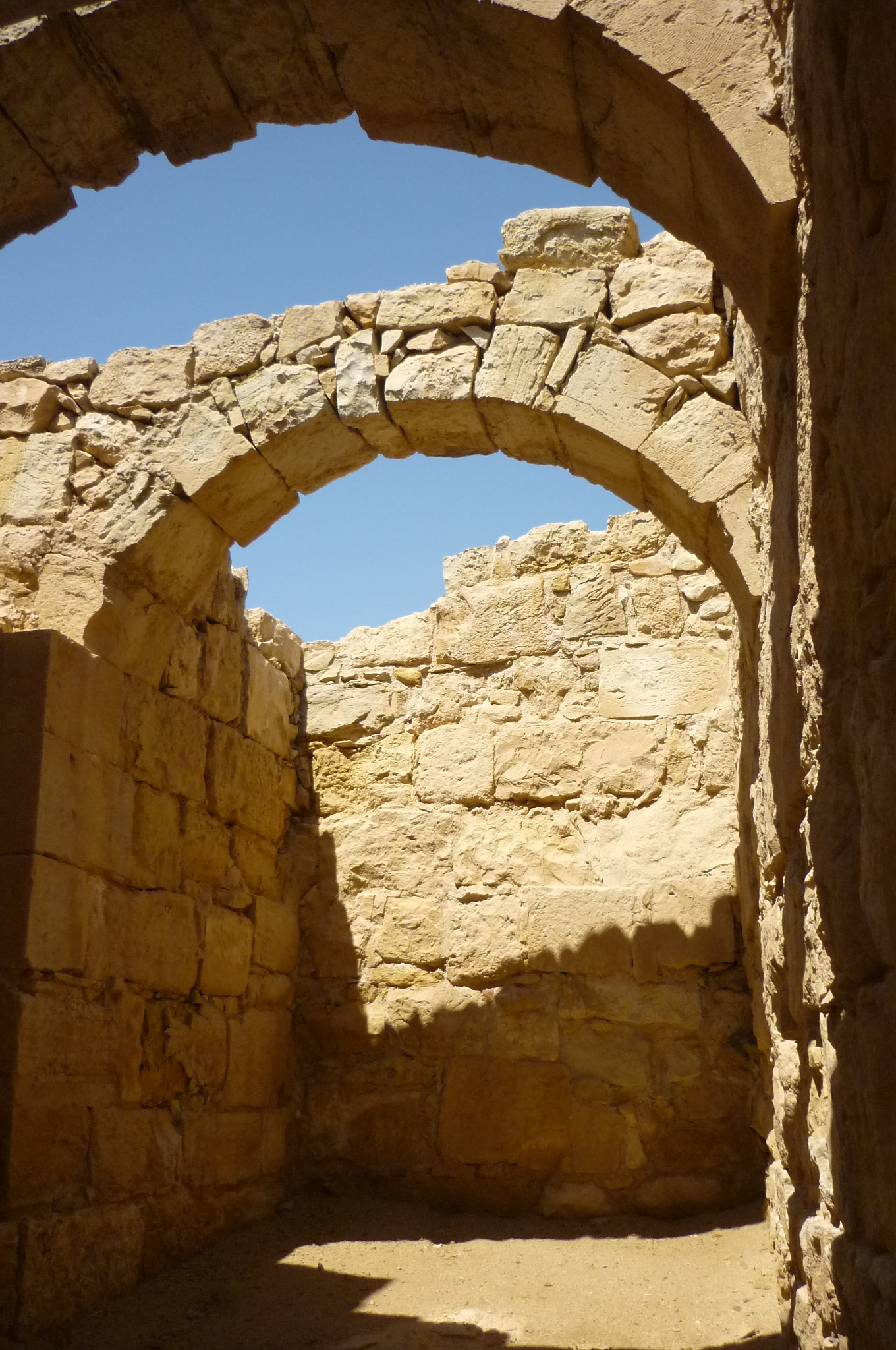
Steinbögen im Wealthy house
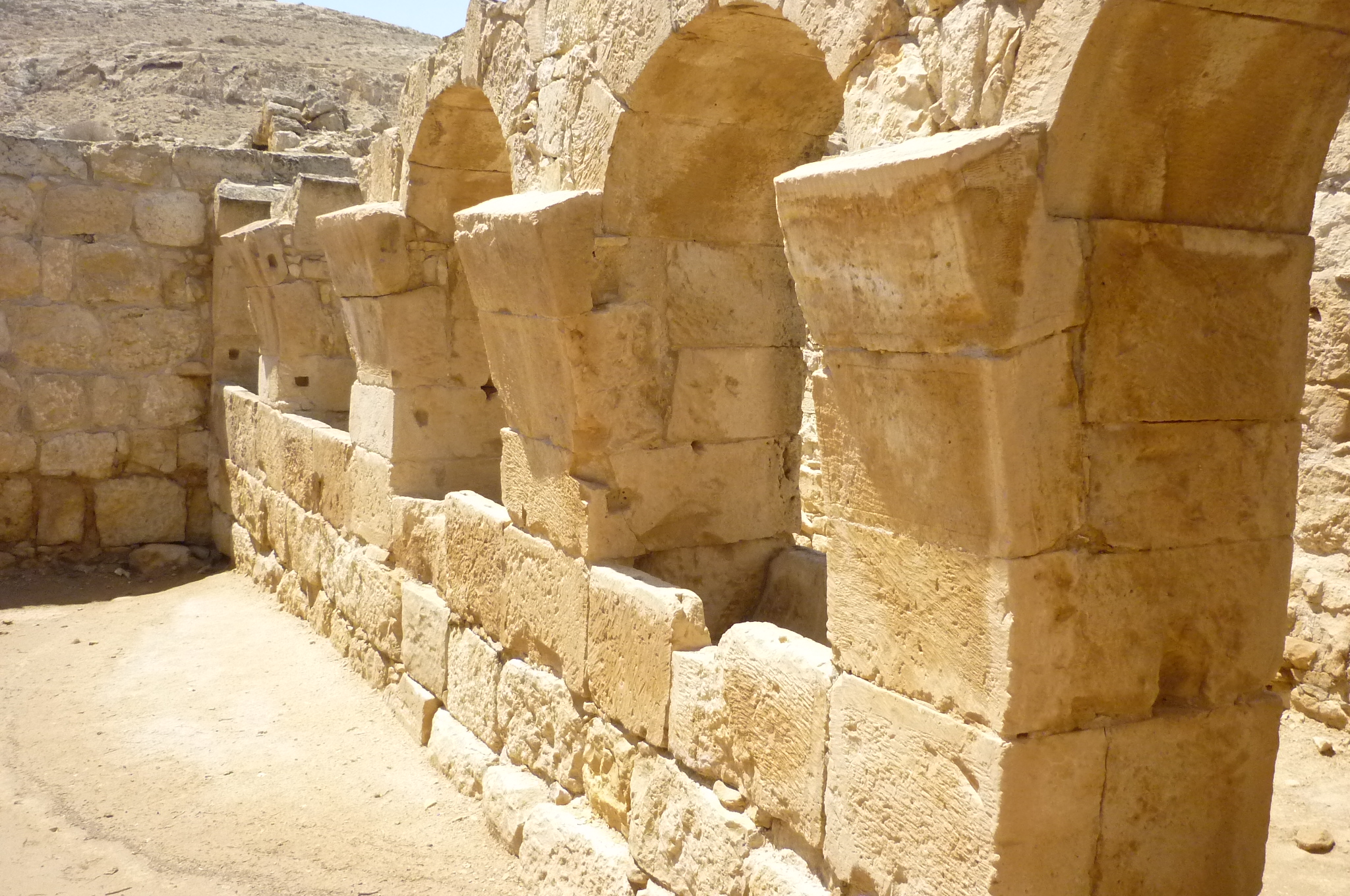
Ställe (mit Futtertrögen) im nabatäischen Wohnquartier an der Westkirche

Vom Wohlstand in Mamschit zeugen die Reste eines ehemals dreistöckigen Wachturmes, von großangelegten Verwaltungsgebäuden und drei als Ruinen erhaltene Wohnquartiere mit Innenhöfen, die Raumdecke tragende Steinbögen, Treppe zum Obergeschoss, Küche und Toilettennischen. Das ehemals offenbar besonders prächtige, zweistöckige sogenannte Wealthy house lässt auf 1000 m2 Fläche eine Empfangshalle, eine Küche, Räume für Diener und im Innenhof eine Nische für einen Wasserkrug erkennen.
Einige Säulenkapitelle zeigen typisch nabatäische Ornamente.  Mamschit betrieb (nachdem der Karawanenhandel nicht mehr ausreichenden wirtschaftlichen Ertrag sicherte) eine Architekturschule und Pferdezucht. Aus nabatäischer Zeit stammt eine als Markt bezeichnete Straße mit Räumen auf beiden Straßenseiten, die dem Handel und Wohnen gedient haben. Im östlich benachbarten sogenannten Nabatu-Haus müssen – wie im Wealthy house – wohlhabende Menschen gelebt haben. Dafür spricht erstens die Größe des Anwesens (einschließlich großer Hof mit angeschlossenem Stall für etwa 20 Pferde) von 1600 m2. Zweitens lassen Treppen darauf schließen, dass es noch weitere Stockwerke gegeben haben muss. Drittens wurden unter einer Treppe 10.800 Silbermünzen aus den Jahren 75 bis 200 gefunden. Der Name Nabatu-Haus geht auf die vielen nabatäischen Besonderheiten, wie zum Beispiel Fresken griechischer Mythologie, zurück.
Gemeinsam mit Schivta gehörte Mamschit zu den nabatäischen Wüstenstädten der zweiten Generation, die das ältere Städtedreieck ʿAvdat (Oboda) – Elusa – Nessana enger verknüpfen sollten. Unter Trajan verloren die Nabatäer im Jahre 106 ihre relative Unabhängigkeit und wurden als römische Provinz Arabia Petraea ins Römische Reich eingegliedert. Die meisten städtischen Gebäude wurden im 2. Jahrhundert gebaut. Die Römer erbauten in Mamschit Truppenunterkünfte. Die nabatäischen Bewässerungsmethoden wurden weiterhin angewandt.

### Byzantinische Stadt

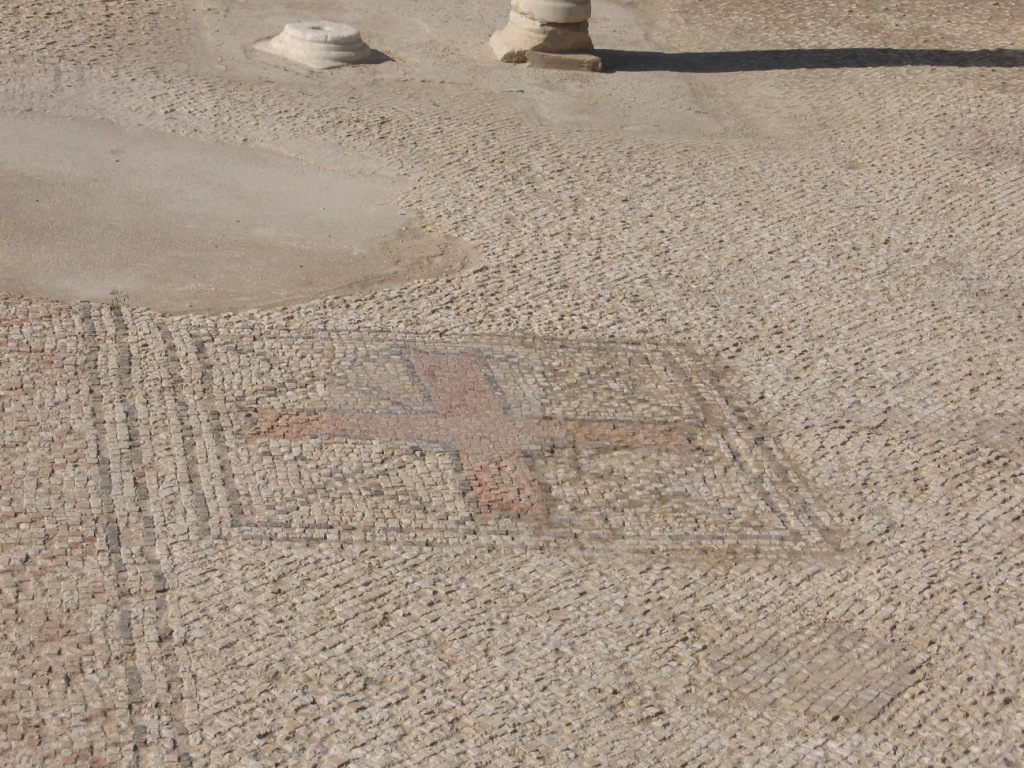
Kreuz im Bodenmosaik der Ost-Kirche

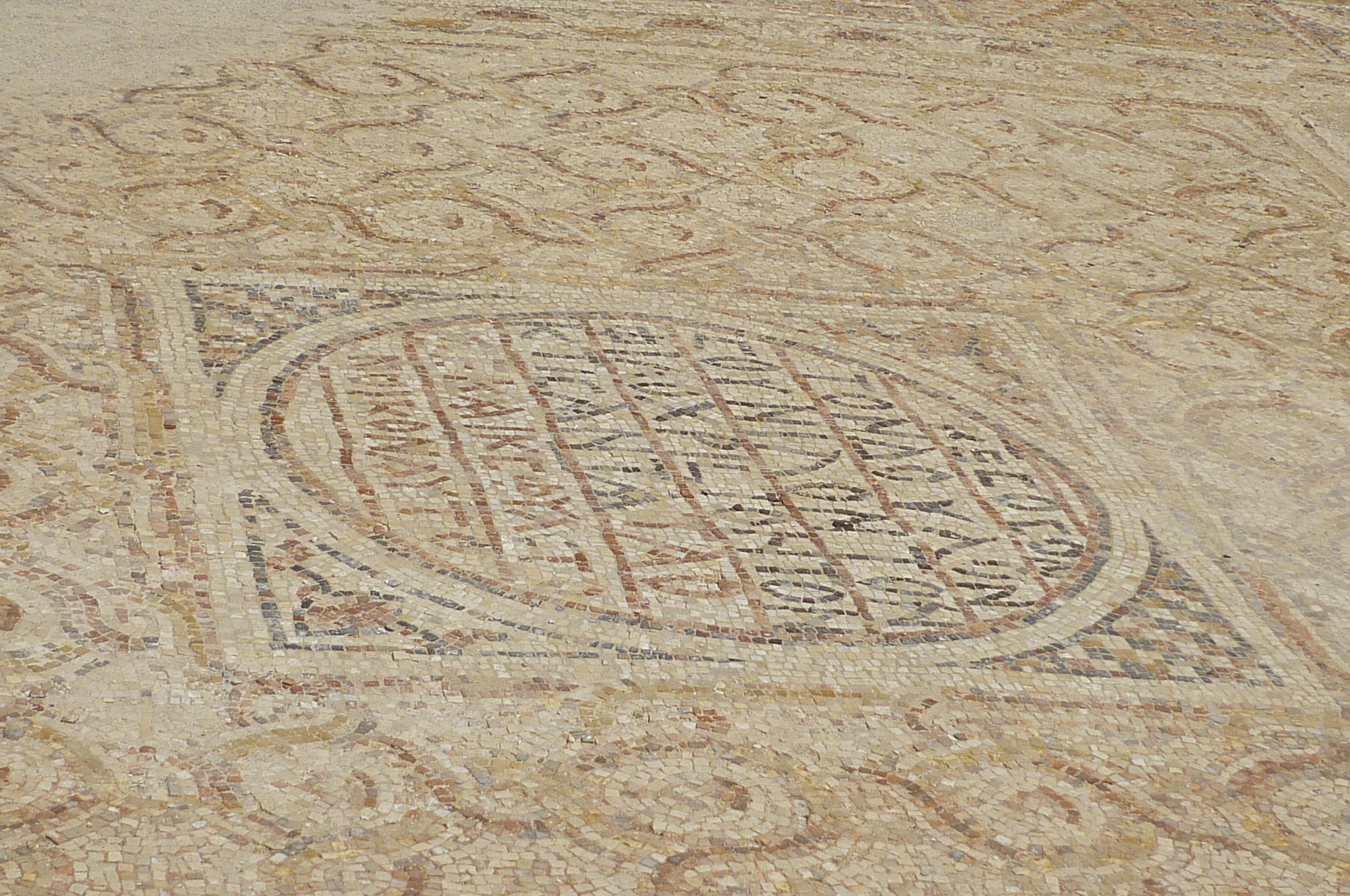
Inschrift im Bodenmosaik der West-Kirche (St. Nilus-Kirche)

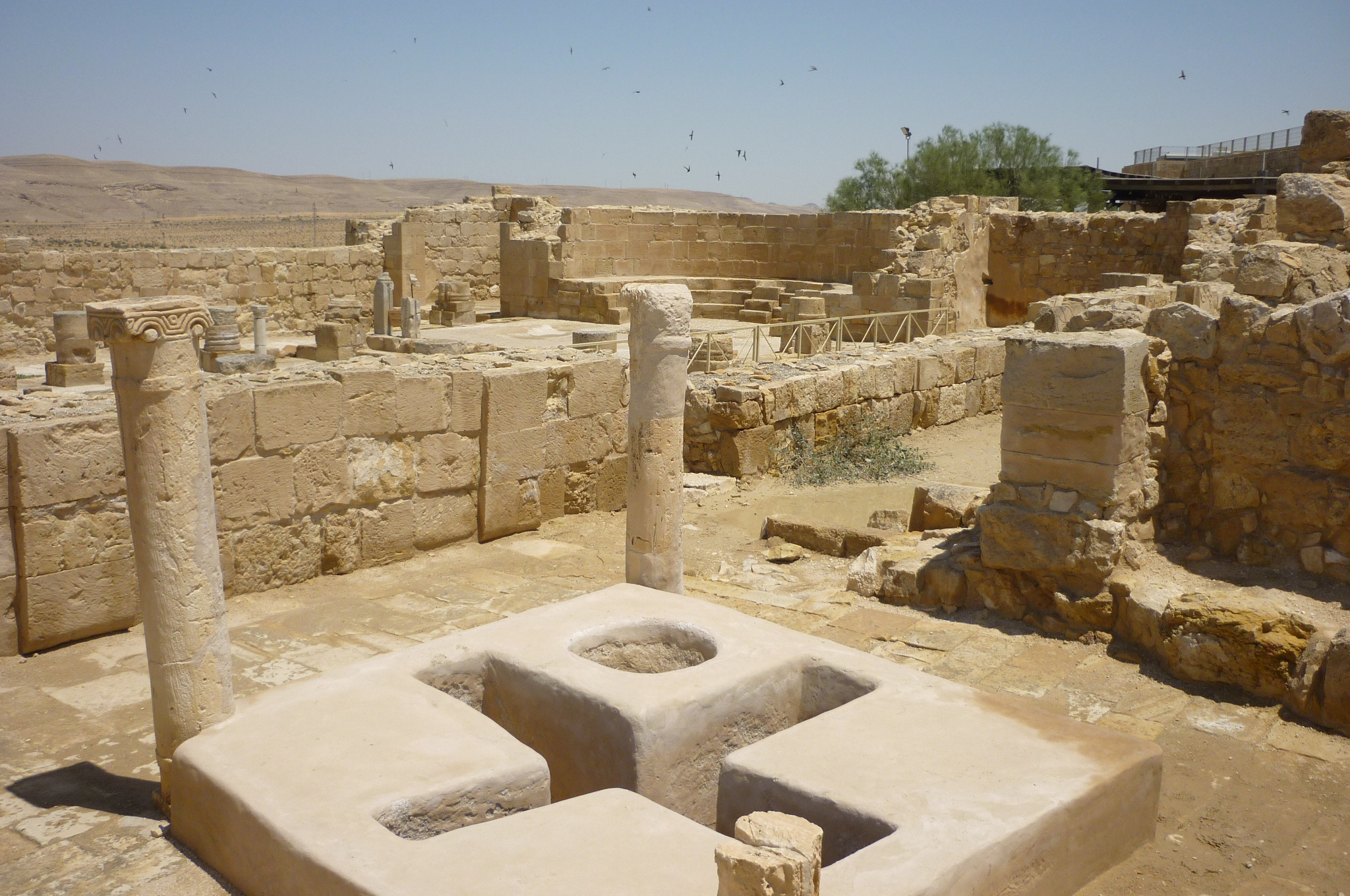
Taufbecken im Seitenschiff der Ostkirche

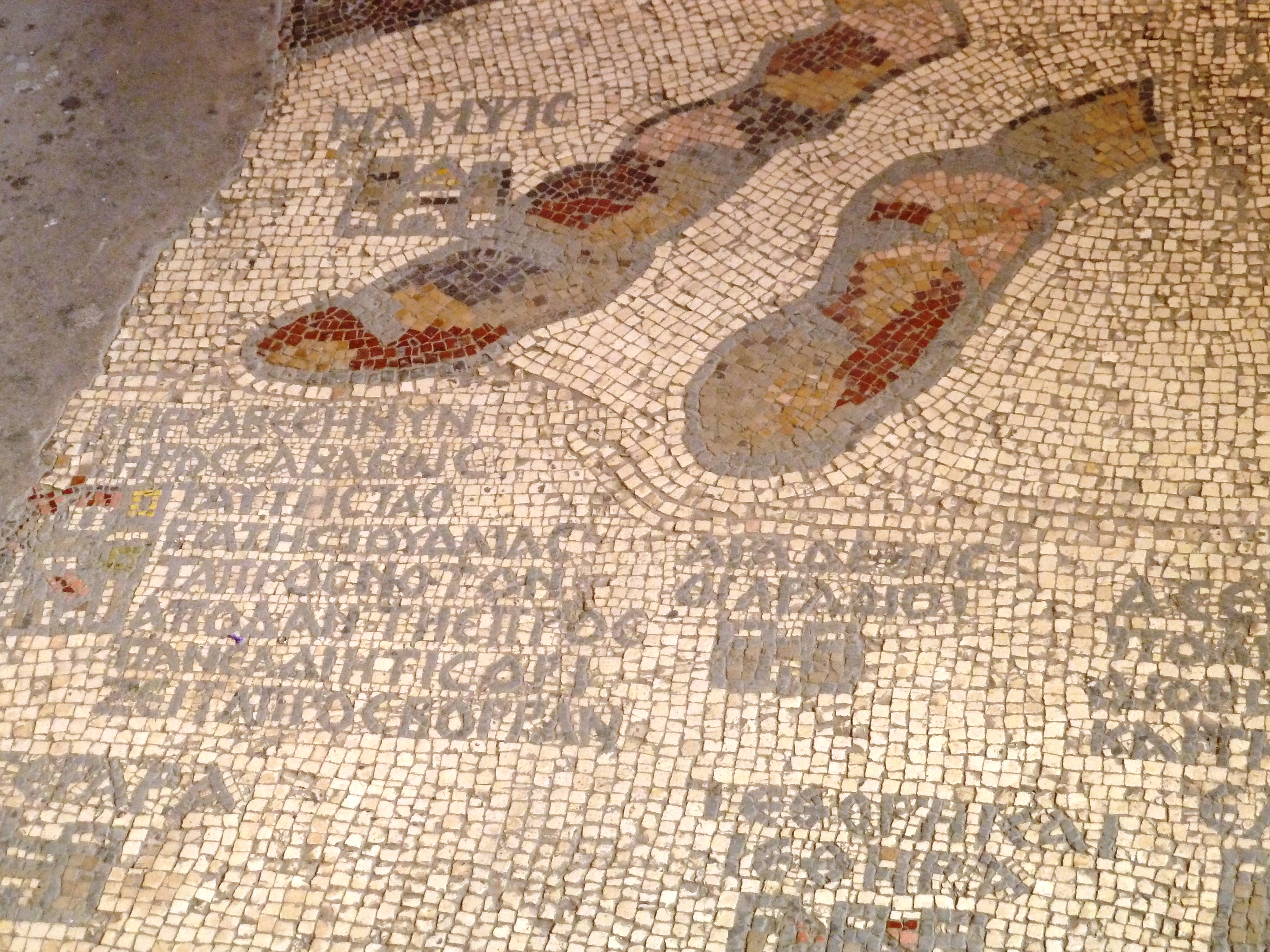
Stadttor von Mamschit auf einem Mosaik der Kirche St. Georg in Madaba (Jordanien) aus dem 6. Jahrhundert

Das Christentum verbreitete sich offenbar relativ früh unter den Nabatäern. Anscheinend gab es bereits im 4. Jahrhundert eine christliche Gemeinde in Mamschit, denn zwei byzantinische Kirchen von beachtlicher Größe, deren Ruinen heute noch erlebbar sind, wurden Anfang des 5. Jahrhunderts errichtet. Die zeitliche Einordnung wird gestützt durch zwei Funde in den Bodenmosaiken der beiden Kirchen: In der Ostkirche befinden sich zwei Kreuze im Bodenmosaik, die nach 427 nicht mehr zulässig waren. Der oströmische Kaiser Theodosius II. hatte im Jahr 427 Kreuze auf Fußböden anzubringen verboten, damit niemand auf das Zeichen der Erlösung trete. In der Westkirche zeigt ein Bodenmosaik die Inschrift (griechisch): „Gott, schütze deinen Diener Nilus, Freund Jesu, der dieses Gebäude gründete. Erhalte ihn und seinen Haushalt.“ St. Nilus, auch als Nilus vom Sinai bekannt, war zunächst Staatsbeamter u. a. beim Kaiser Theodosius II. und ist im Jahre 430 am Berge Sinai als Mönch gestorben.
Die beiden Kirchen wurden in Form einer Basilika errichtet mit Haupt- und Seitenschiffen, einer zentralen Apsis und zwei seitlichen Apsiden. Funde weisen darauf hin, dass letztere der Verehrung von Reliquien von Märtyrern dienten.
In beiden Kirchen zeigen Mosaikfußböden neben Ornamenten auch Vögel, unter anderem zwei Pfauen. Die Ostkirche, auch „Kirche der Märtyrer“ genannt, war an ein Kloster angegliedert. Im südlichen Seitenschiff dieser Kirche befindet sich ein in den Boden eingelassenes kreuzförmiges Taufbecken, Piscina (lateinisch piscina ‚Wasserbehälter‘) genannt, in das der Täufling auf der einen Seite auf Stufen hinabsteigt und aus dem er nach dem Empfang der Taufe auf der entgegengesetzten Seite heraustritt.
Östlich an die Westkirche angrenzend befindet sich ein typisches nabatäisches Haus mit einer Zisterne und Ställen, zu denen man durch einen Innenhof gelangt. Dieses im nabatäischen Stil erbaute Haus wurde auch in byzantinischer Zeit genutzt, wie Kreuze am Türsturz zeigen. Nördlich vom Nabatu-Haus, direkt neben dem Wasserreservoir gelegen und durch einen Kanal damit verbunden, wurde ein Badehaus aus byzantinischer Zeit errichtet. Dies besteht aus einem Ankleideraum, einem heißen, einem warmen und einem Ofenraum zum Heizen der Anlage.

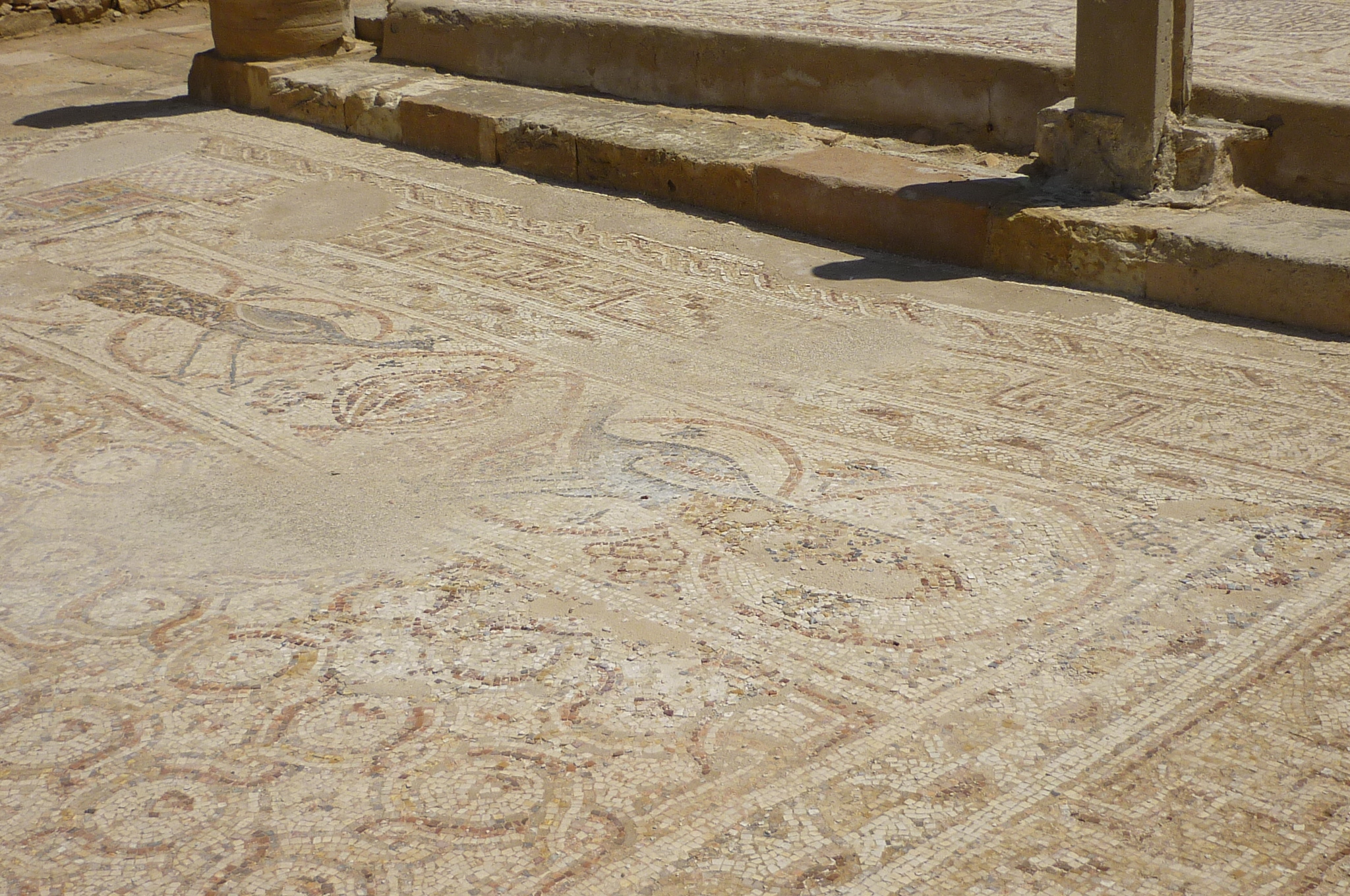
Bodenmosaik mit Pfauenmuster der West-Kirche
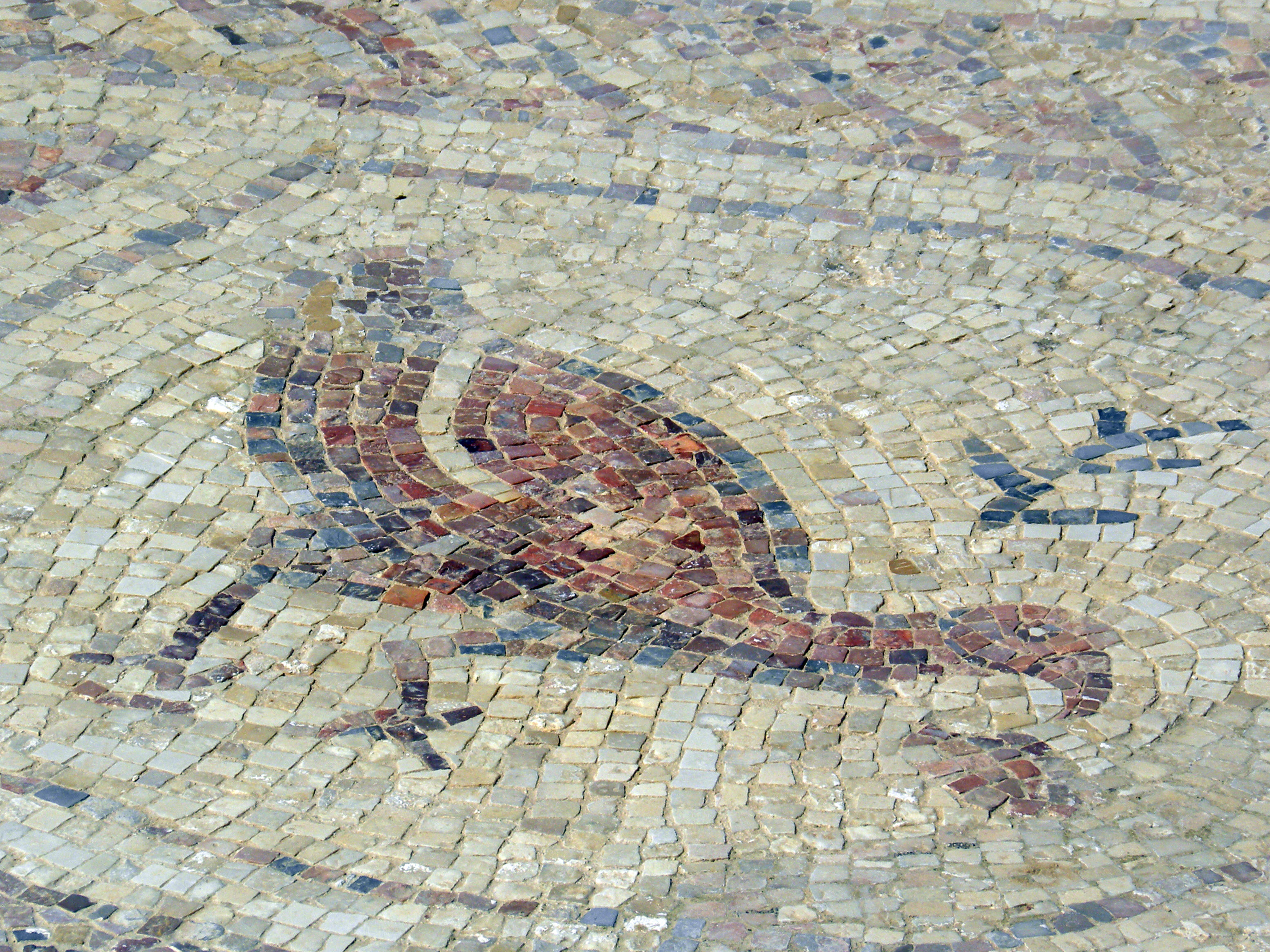
Bodenmosaik der West-Kirche
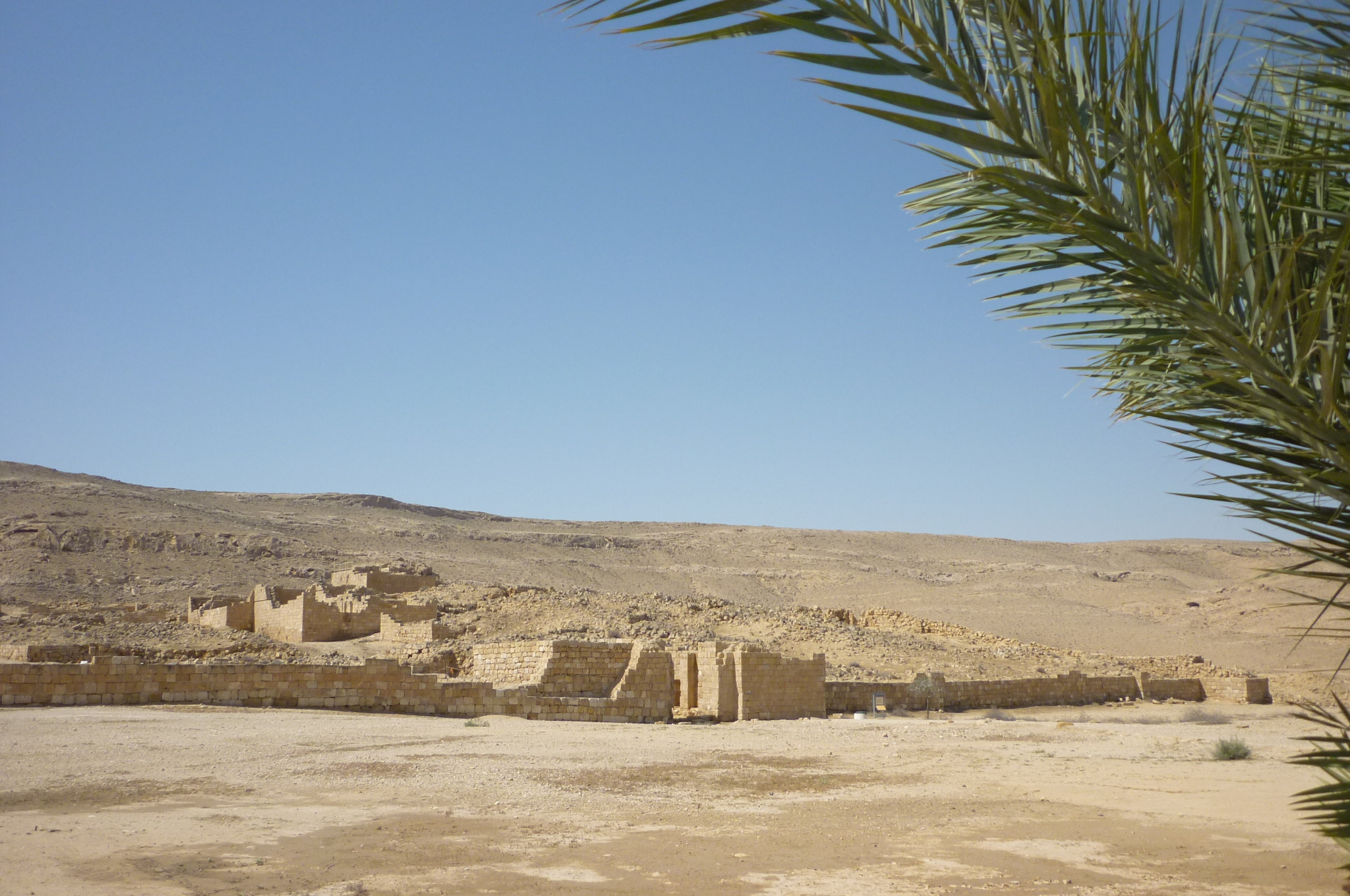
Stadttor von Mamschit aus der späten römischen Periode

Als Teil der 900 m langen Stadtmauer stammt das Stadttor aus der späten römischen Zeit. Das Tor ist auf der byzantinischen Mosaikkarte von Madaba (Jordanien) aus dem 6. Jahrhundert mit zwei Türmen und einem Giebel und dem altgriechischen Ortsnamen ΜΑΜΨΙΣ dargestellt. In der westlichen Stadtmauer in Richtung der Staumauer im Wadi Mamschit gab es ein weiteres Tor.
Bis zur arabischen Eroberung 636 waren die Stadt bewohnt und die Kirchen genutzt. Danach verfiel Mamschit.

## Archäologische Erforschung
Die ersten Beschreibungen der Ruinen verdankt man Ulrich Jasper Seetzen (1807), Edward Robinson (1838) und Edward Henry Palmer (1871). Die archäologischen Ausgrabungen begannen 1959 unter Leitung von Shimʿon Applebaum und Avraham Negev von der Hebräischen Universität Jerusalem und dann 1993/1994 durch Talli Erickson-Gini. Mamschit wurde 1966 zum Nationalpark erklärt und durch die Israel Nature and Parks Authority (INPA) öffentlich zugänglich gemacht. 2005 wurde der Nationalpark Mamschit zusammen mit den Wüstenstädten ʿAvdat, Chaluza (Elusa) und Schivta von der UNESCO zum Weltkulturerbe unter dem Titel Weihrauchstraße und Wüstenstädte im Negev erklärt.